# Relations entre la Palestine et la Roumanie
Les relations entre la Roumanie et l'OLP sont fortes depuis le début du régime communiste en Roumanie en 1947. Les relations entre la Roumanie et l'OLP ont été établies et renforcées sous le régime de Nicolae Ceauşescu, qui a dirigé la Roumanie de 1965 à 1989. En 1974, la Roumanie a reconnu l'OLP et un bureau de représentation a été établi à Bucarest. Le bureau de représentation de l'OLP est devenu plus tard une ambassade. Pendant ce temps, de nombreux militants palestiniens ont été formés en Roumanie et la plupart des armes que l'OLP a utilisées contre Israël ont été fabriquées en Union soviétique et dans les pays du Pacte de Varsovie, y compris la Roumanie. Même après la révolution roumaine de 1989 qui a renversé le régime communiste et établi une république démocratique, la Roumanie est restée attachée au processus de paix au Moyen-Orient et à la création d'un État palestinien séparé. En fait, la Roumanie avait entretenu des relations bilatérales avec Israël et l'Organisation de libération de la Palestine et était considérée par les deux parties comme un médiateur neutre. La Roumanie a été l'un des premiers pays à reconnaître l'Autorité palestinienne après la déclaration d'indépendance palestinienne du 15 novembre 1988. La Roumanie a depuis maintenu des relations avec l'Autorité Palestinienne et a toujours soutenu la cause des Palestiniens aux Nations unies[réf. nécessaire].

## Visite officielle
Le président palestinien, Mahmoud Abbas, a également effectué une visite officielle en Roumanie en 2008, lors de son voyage en Europe. Au cours de son séjour de deux jours à Bucarest, Abbas a rencontré Traian Băsescu, alors président de la Roumanie, ainsi que le Premier ministre de l'époque, Călin Popescu-Tăriceanu, le président du Sénat roumain, Ilie Sârbu, ainsi que les dirigeants des deux chambres du parlement roumain. Le président Abbas a souligné les relations solides entre les deux nations et il a noté que c'était à Bucarest en 1988 qu'Israël et l'OLP avaient tenu leur toute première réunion. Plus tôt en février 2008, le ministre roumain des affaires étrangères de l'époque, Adrian Cioroianu, avait effectué une visite dans les territoires palestiniens. Au cours de la réunion, Cioroianu a réitéré le soutien continu du peuple roumain à la cause palestinienne et au processus de paix au Moyen-Orient. En outre, l'Autorité palestinienne a accepté de ne jamais reconnaître la déclaration unilatérale d'indépendance du Kosovo au motif qu'elle était illégale et qu'elle violait le droit international[Pas dans la source].

## Conflit Israël-Gaza
Au cours du conflit Israël-Gaza de 2008-2009, le ministre des affaires étrangères, Cristian Diaconescu, a souligné la préoccupation de la Roumanie face à la situation actuelle et a exprimé sa conviction que la cessation de la violence et l'identification de solutions aux problèmes humanitaires de la bande de Gaza sont absolument nécessaire en vue de la reprise du dialogue politique. Il a déclaré que la solution à cette crise ne peut être trouvée que par des moyens politiques et il a souligné la disposition de la Roumanie à entreprendre, en coopération avec les partenaires de l'UE et à la suite d'actions bilatérales, les diligences nécessaires pour soutenir la régulation politico-diplomatique de cette crise. Il a également déclaré que, comprenant les difficultés quotidiennes auxquelles la population de la bande de Gaza est confrontée, les autorités roumaines sont également disponibles pour l'identification de certaines solutions pour accorder une aide humanitaire. Lors du conflit Israël-Gaza de 2014, le ministère des Affaires étrangères a activé une cellule de crise pour accorder une assistance consulaire aux citoyens roumains dans la bande de Gaza.